# Hemifentonia inconspicua
Hemifentonia inconspicua är en fjärilsart som beskrevs av Sergius G. Kiriakoff 1963. Hemifentonia inconspicua ingår i släktet Hemifentonia och familjen tandspinnare. Inga underarter finns listade i Catalogue of Life.